# Lisa Gavric
Lisa Gavric, née Elisabeth Bechmann le 31 juillet 1907 à Vienne, morte le 22 juin 1974 à Doubna, est une communiste autrichienne qui s'est enrôlée dans les Brigades internationales et a pris part à la Résistance française.

## Biographie
Lisa Bechmann est issue d'une famille de la petite bourgeoisie autrichienne. Elle apprend le métier de modiste.
En 1927, elle fuit la maison familiale et s'installe à Paris. Elle travaille dans une manufacture où elle fait la connaissance de Milan Gavric, communiste yougoslave. Ils se marient en 1929 et leur fille, Inga Tarassova, vient au monde la même année. Ils partent vivre en Yougoslavie où elle est condamnée à dix mois de prison pour « activités communistes ».
En 1936, elle part comme infirmière dans les Brigades internationales en Espagne et exerce son activité à l'Hospital Casa Roja et à l'hôpital universitaire de Murcie.
Après la défaite de la République espagnole, elle fuit en France et est internée au camp de Gurs. Après son évasion du centre de détention, elle rejoint la Résistance française et le Nationalkomitee Freies Deutschland (Comité national pour une Allemagne libre). Elle est en Arles (Bouches-du-Rhône) jusqu'en février 1941.
Sous le nom de Maria, elle est avec Thea Saefkow dite Mado un des contacts entre le groupe de Kurt Hälker et la Résistance. Elle intègre puis dirige un groupe qui pratique le Travail allemand et dont la mission consiste à approcher des soldats allemands pour les convaincre de ne pas continuer la guerre et de distribuer des tracts en ce sens.
Pour soutenir le mouvement de la résistance autrichienne, elle se rend à Vienne sous le nom d'emprunt de Marie-Louise Béranger. Démasquée, elle est arrêtée en Autriche par la Gestapo le 11 juillet 1944 et déportée à Ravensbrück. Après six mois de détention, elle quitte le camp, introduite en fraude dans un convoi de la Croix-Rouge suédoise avec l'aide du comité clandestin du camp dirigé par Mela Ernst.
De retour à Vienne après la guerre, elle milite au sein du Parti communiste d'Autriche (KPÖ) et devient secrétaire générale de la société d'amitié austro-yougoslave.
À la fin 1948, Lisa Gavric s'installe à Belgrade, où elle travaille comme rédactrice en chef du périodique Schaffende. Elle tient aussi une rubrique à la rédaction allemande de Radio Yougoslavie.
C'est lors d'une visite qu'elle rend à sa fille en URSS que Lisa Gavric meurt le 22 juin 1974 à Doubna près de Moscou.